# Сплитханд
Сплитханд (англ. Splithand) — тауншип в округе Айтаска, Миннесота, США. На 2010 год его население составило 250 человек.
Сплитханд был создан в 1985 году из части неорганизованной территории Саут-Айтаска. Название тауншипа произошло от озера и реки Сплит-Ханд.

## География
По данным Бюро переписи населения США площадь тауншипа составляет 86,4 км², из которых 84,4 км² занимает суша, а 1,9 км² — вода (2,25 %).

## Население
В 2010 году на территории тауншипа проживали 250 человек (из них 52,4 % мужчин и 47,6 % женщин), насчитывалось 106 домашних хозяйств и 77 семей. На территории города было расположено 139 построек со средней плотностью 1,6 построек на один квадратный километр суши. Расовый состав населения: белые — 96,8 %, коренные америкацы — 2,0 %, две или более других рас — 0,8 %.
Население тауншипа по возрастному диапазону по данным переписи 2010 года распределилось следующим образом: 20,8 % — жители младше 21 года, 62,4 % — от 21 до 65 лет, и 16,8 % — в возрасте 65 лет и старше. Средний возраст населения — 46,4 лет. На каждые 100 женщин в Сплитханде приходилось 110,1 мужчин, при этом на 100 совершеннолетних женщин приходилось 108,2 мужчин сопоставимого возраста.
Из 106 домашних хозяйств 72,6 % представляли собой семьи: 64,2 % совместно проживающих супружеских пар (17,0 % с детьми младше 18 лет); 6,6 % — женщины, проживающие без мужей, 1,9 % — мужчины, проживающие без жён. 27,4 % не имели семьи. В среднем домашнее хозяйство ведут 2,36 человека, а средний размер семьи — 2,70 человека. В одиночестве проживали 20,8 % населения, 6,6 % составляли одинокие пожилые люди (старше 65 лет).
В 2014 году из 224 человек старше 16 лет имели работу 105. Медианный доход на семью оценивался в 51 250 $, на домашнее хозяйство — в 33 750 $. Доход на душу населения — 22 107 $ в год.